# Faustball-Europameisterschaft 2012

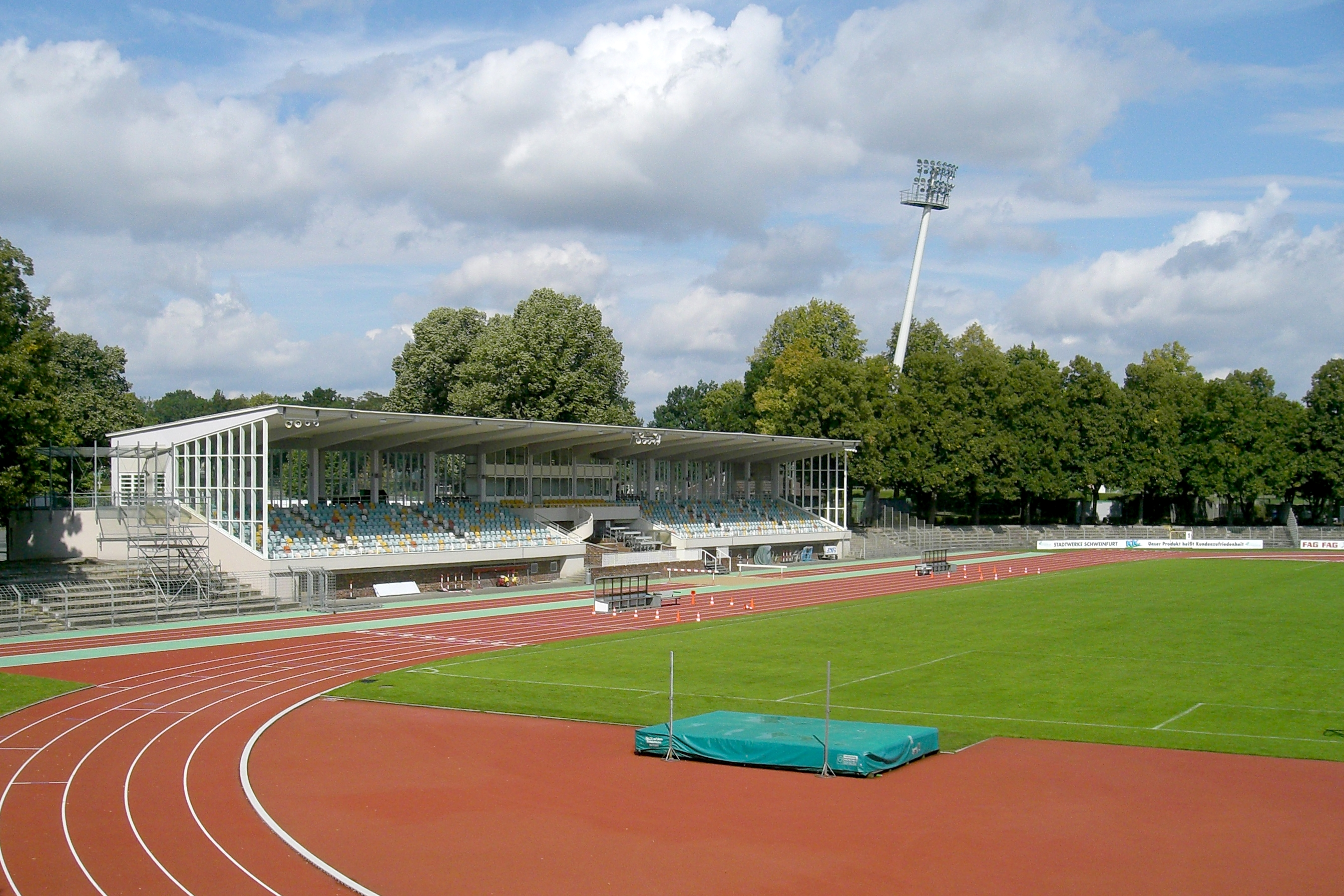
Willy-Sachs-Stadion in Schweinfurt, Austragungsort der Faustball-Europameisterschaft 2012

Die Faustball-Europameisterschaft 2012 wurde vom 17. August bis zum 19. August in Schweinfurt ausgetragen.

## Austragungsort
Die Faustball-Europameisterschaft wurde im Willy-Sachs-Stadion ausgetragen. Für die Spieltage wurde nur die Haupttribüne genutzt, außerdem sind Zusatztribünen auf der gegenüberliegenden Seite, sowie auf beiden Seiten hinter dem Feld aufgestellt worden, welche eine höhere Zuschauerkapazität ermöglichten. Die Organisation und Durchführung der Spiele oblag dem Turnverein Schweinfurt-Oberndorf 1862 e. V. (TVO).

## Turniermodus
Insgesamt traten sechs Nationen an, in der Vorrunde spielte jede Mannschaft gegen jede andere Mannschaft. Die vier besten Teams qualifizierten sich für das Halbfinale, die Sieger aus den beiden Halbfinalspielen spielten das Finale untereinander aus und die Verlierer das Spiel um Platz drei und vier. Der Fünft- und Sechstplatzierte spielten ein Spiel um die Plätze fünf und sechs aus.

## Turnierteilnehmer
| Deutschland: Christoph Johannes (Ahlhorner SV), Lukas Schubert (VfK Berlin), Patrick Thomas (TSV Pfungstadt), Nick Trinemeier (TSV Pfungstadt), Ajith Fernando (TSV Pfungstadt), Christian Kläner (TV Brettorf), Olaf Machelett (TSV Hagen), Michael Marx (TV Vaihingen/Enz), Fabian Sagstetter (TV Schweinfurt-Oberndorf), Sebastian Thomas (TSV Pfungstadt)                                                                                            |
| Italien: Sebastian Pertinger, Armin Runer, Moritz Scherer, Thomas Vonmetz, Jolin Cont, Thomas Meran, Fabian Obexer, Simon Prudenziati, Florian Rottensteiner, Christian Scartezzini, Valentin Schwarz, Felix Weger (alle Spieler SSV Bozen) |
| Österreich: Dietmar Weiss (FG Grieskirchen/Pötting), Patrick Schartmüller (Sportunion Münzbach), Michael Feichtenschlager (Union Tigers Vöcklabruck), Jean Andrioli (Union Schick Freistadt), Siegfried Simon (FBC ASKÖ Linz-Urfahr), Stefan Winterleitner (TUS Raiffeisen Kremsmünster), Manuel Helmberger (Askö Laakirchen), Klaus Thaller (Union Schick Freistadt), Béla Gschwandtner (FBC ASKÖ Linz-Urfahr), Thomas Leitner (Union Schick Freistadt) |
| Schweiz: Cyrill Schreiber (Novo Hamburg BRA), Yannick Signer (STV Wigoltingen), Raphael Schlattinger (SV Diepoldsau), Ueli Rebsamen (FG Elgg-Ettenhausen), Pascal Iseli (STV Wigoltingen), Fabian Marthy (SVD Diepoldsau), Martin Dünner (STV Wigoltingen), Kevin Nützi (FB Neuendorf), Silvan Jung (FG Rickenbach-Wilen), David Berger (STV Schwellbrunn)                                                                                               |
| Serbien: Ivan Milenkovic (FB Beograd), Dusan Zezelj (FB Dunav), Vojislav Skoric (FB Dunav), Dusan Ilic (FB Dunav), Milan Kavaric (FB Dunav), Milos Milurovic (FB Beograd), Nikola Biberovic (FB Beograd), Zoran Cvetkovic (FB Dunav), Mirko Neskovic (FB Beograd), Aleksandar Milojevic (FB Beograd) |
| Tschechien: Michal Krajíček (FaC Zdechovice), Petr Kuna (FaC Zdechovice), Vladimír Foist (SK Poběžovice), Michal Beck (FaC Zdechovice), Martin Živný (FaC Zdechovice), Robert Forman (FaC Zdechovice), Jan Forst (FaC Zdechovice), Ctirad Grüner (DjK Süd Berlin), |

## Schiedsrichter
Vom Vorsitzenden der IFA-Schiedsrichterkommission Karl Hinterreiter wurden für die Weltmeisterschaften sechs Schiedsrichter aus drei Nationen nominiert.
Dies waren:
| - Wolfgang Roschitz, Österreich - Wolfgang Weiß, Österreich | - Daniel Meier, Schweiz - Daniel Müller, Schweiz | - Mario Lancioni, Deutschland - Karsten Weinberger, Deutschland |

## Spielplan

### Vorrunde
| Pl. | Team        | Sp. | Sätze | Ballverh. | Pkt. |
| --- | ----------- | --- | ----- | --------- | ---- |
| 1   | Österreich  | 5   | 15:2  | 183:93    | 10   |
| 2   | Deutschland | 5   | 12:4  | 167:91    | 8    |
| 3   | Schweiz     | 5   | 12:6  | 169:131   | 6    |
| 4   | Italien     | 5   | 6:9   | 99:123    | 4    |
| 5   | Tschechien  | 5   | 3:12  | 80:155    | 2    |
| 6   | Serbien     | 5   | 0:15  | 60:165    | 0    |

| 17. August | Deutschland | – | Italien     | 3:0 (11:5, 11:3, 11:2)              |
| 17. August | Schweiz     | – | Tschechien  | 3:0 (11:6, 11:4, 11:4)              |
| 17. August | Deutschland | – | Tschechien  | 3:0 (11:4, 11:5, 11:2)              |
| 17. August | Österreich  | – | Serbien     | 3:0 (11:4, 11:2, 11:2)              |
| 17. August | Italien     | – | Österreich  | 0:3 (1:11, 2:11, 3:11)              |
| 17. August | Schweiz     | – | Serbien     | 3:0 (11:4, 11:3, 11:4)              |
| 17. August | Serbien     | – | Tschechien  | 0:3 (7:11, 7:11, 9:11)              |
| 17. August | Italien     | – | Schweiz     | 0:3 (7:11, 4:11, 6:11)              |
| 17. August | Deutschland | – | Österreich  | 0:3 (11:13, 8:11, 9:11)             |
| 18. August | Schweiz     | – | Österreich  | 2:3 (9:11, 4:11, 11:6, 12:10, 6:11) |
| 18. August | Italien     | – | Tschechien  | 3:0 (11:4, 11:3, 11:6)              |
| 18. August | Deutschland | – | Serbien     | 3:0 (11:3, 11:2, 11:2)              |
| 18. August | Österreich  | – | Tschechien  | 3:0 (11:5, 11:2, 11:2)              |
| 18. August | Schweiz     | – | Deutschland | 1:3 (3:11, 11:7, 6:11, 8:11)        |
| 18. August | Italien     | – | Serbien     | 3:0 (11:2, 11:7, 11:2)              |

### Halbfinale
| Halbfinale |             |   |         |                         |
| 18. August | Österreich  | – | Italien | 3:0 (11:7, 11:5, 11:7)  |
| 18. August | Deutschland | – | Schweiz | 0:3 (11:13, 8:11, 6:11) |

### Platzierungsspiele

#### Spiel um Platz fünf und sechs
| Spiel um Platz fünf und sechs |            |   |         |                              |
| 19. August                    | Tschechien | – | Serbien | 3:1 (11:9, 11:9, 8:11, 11:7) |

#### Spiel um Platz drei und vier
| Spiel um Platz drei und vier |         |   |             |                              |
| 19. August                   | Italien | – | Deutschland | 0:4 (7:11, 0:11, 5:11, 5:11) |

#### Finale
| Finale     |            |   |         |                              |
| 19. August | Österreich | – | Schweiz | 0:4 (7:11, 2:11, 9:11, 8:11) |

## Endergebnis
| Platz | Land        | Flagge      | Code |
| ----- | ----------- | ----------- | ---- |
| 1.    | Schweiz     | Schweiz     | SUI  |
| 2.    | Österreich  | Osterreich  | AUT  |
| 3.    | Deutschland | Deutschland | DEU  |
| 4.    | Italien     | Italien     | ITA  |
| 5.    | Tschechien  | Tschechien  | CZE  |
| 6.    | Serbien     | Serbien     | SRB  |